# 21505 Bernert
21505 Bernert este un asteroid din centura principală de asteroizi.

## Descriere
21505 Bernert este un asteroid din centura principală de asteroizi. A fost descoperit pe 22 mai 1998 la Socorro, New Mexico, în cadrul proiectului LINEAR. Asteroidul prezintă o orbită caracterizată de o semiaxă mare de 2,25 ua, o excentricitate de 0,09 și o înclinație de 5,8° în raport cu ecliptica.